# Ec 2/5
Ec 2/5 – szwajcarska lokomotywa parowa produkowana w latach 1854–1858 dla kolei szwajcarskich. Zachowano jeden parowóz jako najstarszą czynną lokomotywę zabytkową w Szwajcarii.